# 43e corps d'armée (France)
Pour les articles homonymes, voir 43e corps d'armée.

## Créations et différentes dénominations
- 1940 : 43e corps d'armée de forteresse

## Les chefs du43ecorpsd'armée
- 1940 : général Lescanne

## Sources et bibliographie
- Jean-Michel Adenot, Au Donon, le dernier corps d’armée français tient toujours..., Senones, Éditions du Jardin David, 2021, 198 p. (ISBN 978-2-9564375-2-9).